# Токугава Йоріфуса
Токугава Йоріфуса (яп. 徳川頼房; 15 вересня 1603 — 23 серпня 1661) - японський самурай і дайме раннього періоду Едо, правитель Сімоцума-хана (1606-1609) і Міто-хана (1609-1661).

## Біографія
Одинадцятий (молодший) син Токугави Ієясу (1543-1616), першого сьогуна Японії з династії Токугава (1603-1605). У дитинстві носив ім'я Цурутійомару.
У 1606 році юний Йоріфуса отримав у володіння Сімоцума-хан в провінції Хітаті з доходом 100 000 коку рису. У 1609 році йому завітали у спадкове володіння в тій же самій провінції домен Міто-хан з доходом 350 000 коку.
Токугава Йоріфуса став засновником бічної гілки Токугава Міто (молодшої лінії госанке). У 1627 році Йоріфуса отримав придворний ранг (jusanmi) (三位参议; молодший радник 3-го рангу) і титул тюнагона (中納言, середній державний радник).
У серпні 1661 року 57-річний Токугава Йоріфуса помер, йому успадковував третій син Міцукуні (1628-1701), 2-й дайме Міто-хана (1661-1690).